# پیش‌کسوت (فیلم)
پیش‌کسوت فیلمی به کارگردانی محمدرضا فاضلی و نویسندگی مهدی فخیم‌زاده محصول سازمان سینمایی هما در سال ۱۳۵۵ خورشیدی است .

## داستان
ذوالفقار، موسوم به آقابزرگ، از سفر بازمی‌گردد...

## بازیگران
- محمدرضا فاضلی
- هاله
- حسین گیل
- مهدی فخیم‌زاده
- افروز
- حمیده خیرآبادی
- فرهاد حمیدی
- اکبر جنتی شیرازی
- علی دهقان
- رضا ذوالفقاری
- رضا غیاثی
- اکبر
- بهرام شهبازی
- صفر یکتا
- یوسف خلیل‌پور
- راحله
- صالحی
- پوران
- مصطفی رضایی
- صبا
- حسن سلیمانی
- بهزاد رحیم‌خانی
- غلام

## نمایش فیلم
فیلم «پیش‌کسوت» برای بار نخست در تاریخ چهارشنبه ۲۷ مرداد سال ۱۳۵۵ در ۱۰ سینما در تهران و شهرستانها به نمایش درآمد . این فیلم جایگزین فیلم «گل خشخاش» (داریوش کوشان) در سینماهای تهران شد.
سینماهای نمایش‌دهنده فیلم «پیش‌کسوت» در ۱۰ سینمای تهران شامل اونیورسال، پاسیفیک، ایران، ساینا، تیسفون، رنگین کمان، موناکو، پرسپولیس، کارون و دریا بودند.
فیلم  پس از سه هفته نمایش در تهران، در گروه سینمایی فوق با فروش حدود یک میلیون تومان در تاریخ سه شنبه ۱۶ شهریور ۱۳۵۵ جای خود را به فیلم «حماسه یک قهرمان» محصول ترکیه داد .